# Paisios Dimitriadis
Paisios Dimitriadis (griechisch Παΐσιος Δημητριάδης; * 16. Juli 1997) ist ein zyprischer Leichtathlet, der sich auf den Sprint spezialisiert hat.

## Sportliche Laufbahn
Erste Erfahrungen bei internationalen Meisterschaften sammelte Paisios Dimitriadis im Jahr 2014, als er bei den Balkan-Jugendmeisterschaften in Sliwen in 48,77 s die Goldmedaille im 400-Meter-Lauf gewann. Anschließend siegte er bei den Balkan-Juniorenmeisterschaften in Serres in 21,49 s im 200-Meter-Lauf, ehe sie über diese Distanz bei den Juniorenweltmeisterschaften in Eugene mit 21,47 s in der ersten Runde ausschied. Im Jahr darauf gewann er bei den Balkan-Juniorenmeisterschaften in Pitești in 21,89 s die Silbermedaille über 200 Meter und schied anschließend bei den Junioreneuropameisterschaften in Eskilstuna mit 21,72 s im Vorlauf aus. Zudem gewann er bei den Spielen der kleinen Staaten von Europa (GSSE) in Reykjavík in 21,75 s die Silbermedaille über 200 Meter hinter dem Malteser Kevin Moore und sicherte sich mit der zyprischen 4-mal-400-Meter-Staffel in 3:17,86 min die Silbermedaille hinter dem isländischen Team. 2016 belegte er bei den Balkan-Meisterschaften in Pitești in 10,78 s den siebten Platz im 100-Meter-Lauf und gelangte über 200 Meter mit 21,95 s auf Rang fünf. Im Jahr darauf wurde er bei den Balkan-Hallenmeisterschaften in Belgrad in 7,03 s Sechster im B-Lauf über 60 Meter. Ende Mai siegte er in 10,63 s über 100 Meter bei den GSSE in Serravalle und sicherte sich über 200 Meter in 21,33 s die Silbermedaille hinter dem Isländer Kolbeinn Höður Gunnarsson. Zudem gewann er mit der zyprischen 4-mal-100-Meter-Staffel in 41,60 s die Silbermedaille hinter dem isländischen Team. 2018 belegte er bei den Mittelmeerspielen in Tarragona in 21,53 s den siebten Platz über 200 Meter und verpasste über 100 Meter mit 10,77 s den Finaleinzug. Anschließend belegte er bei den Balkan-Meisterschaften in Stara Sagora in 21,23 s den fünften Platz, ehe er bei den Europameisterschaften in Berlin mit 21,31 s nicht über den Vorlauf über 200 Meter hinauskam.
2023 gewann er bei den Spielen der kleinen Staaten von Europa in Marsa in 47,90 s den vierten Platz über 400 Meter und gewann mit der 4-mal-100-Meter-Staffel in 41,19 s die Bronzemedaille hinter den Teams aus Malta und San Marino und mit der 4-mal-400-Meter-Staffel sicherte er sich in 3:12,64 min die Silbermedaille hinter Monaco. Anschließend wurde er bei der 2. Liga der Team-Europameisterschaft im Rahmen der Europaspiele in Chorzów in 47,54 s auf Rang 13 über 400 Meter und gelangte mit der Mixed-Staffel über 4-mal 400 Meter mit 3:26,00 min auf Rang fünf und belegte in der 4-mal-100-Meter-Staffel in 40,61 s den elften Platz. Anschließend belegte er bei den Balkan-Meisterschaften in Kraljevo in 47,86 s den fünften Platz im B-Lauf über 400 Meter und gelangte über 200 Meter mit 21,71 s auf Rang drei im C-Lauf. Im Jahr darauf wurde er bei den Balkan-Meisterschaften in Izmir in 22,09 s Siebter im B-Lauf über 200 Meter und gelangte mit 47,73 s auf Rang vier im B-Lauf über 400 Meter. 2025 gewann er bei den Spielen der kleinen Staaten von Europa in Andorra la Vella in 47,05 s die Bronzemedaille über 400 Meter hinter Téo Andant aus Monaco und Matthew Galea Soler aus Malta und siegte in 3:27,02 min in der Mixed-Staffel über 4-mal 400 Meter. Zudem gewann er in 3:14,63 min die Bronzemedaille mit der Männerstaffel hinter dem luxemburgischen Team. Anschließend wurde er bei der 2. Liga der Team-Europameisterschaft in Maribor in 46,50 s Zweiter im B-Lauf über 400 Meter und gelangte mit der Mixed-Staffel mit 3:25,49 min auf den siebten Platz im B-Lauf. Daraufhin wurde er bei den Balkan-Meisterschaften in Volos in 21,46 s Dritter im C-Lauf über 200 Meter und gelangte über 400 Meter mit 46,72 s auf den achten Platz. 
2016 wurde Dimitriadis zyprischer Meister im 100-Meter-Lauf sowie 2016 und 2018 über 200 Meter und 2024 und 2025 über 400 Meter sowie 2025 in der 4-mal-400-Meter-Staffel.

## Persönliche Bestleistungen
- 100 Meter: 10,62 s (+1,1 m/s), 18. Juni 2016 in Nikosia
  - 60 Meter (Halle): 6,94 s, 18. Februar 2017 in Athen
- 200 Meter: 20,98 s (+1,3 m/s), 28. Juni 2018 in Tarragona
- 400 Meter: 46,53 s, 28. Juni 2025 in Maribor
  - 400 Meter (Halle): 48,44 s, 22. Februar 2025 in Piräus